# Galactia maisiana
Galactia maisiana är en ärtväxtart som beskrevs av Brother Alain. Galactia maisiana ingår i släktet Galactia och familjen ärtväxter. Inga underarter finns listade i Catalogue of Life.